# Bernie Bickerstaff
Bernard Tyrone "Bernie" Bickerstaff, (nacido el 11 de febrero de 1944 en Benham, Kentucky) es un entrenador de baloncesto estadounidense. Es el padre del también entrenador J. B. Bickerstaff.

## Trayectoria deportiva

### Universidad
Jugó durante su etapa universitaria en los Toreros de la Universidad de San Diego.

### Entrenador
Comenzó su carrera como entrenador en su alma mater, primero como asistente, y entre 1969 y 1973 como entrenador principal, consiguiendo 55 victorias y 49 derrotas.
Además, Bickerstaff ostenta una dilatada carrera como entrenador de la NBA en Seattle SuperSonics, Denver Nuggets y Washington Wizards, posteriormente se convirtió en el primer entrenador en la historia de los Charlotte Bobcats. 
El 1 de julio de 2008 fue contratado junto con Bob Ociepka como asistente de entrenador de los Chicago Bulls. Uno de sus principales cometidos en la franquicia de Illinois es la de ayudar al entrenador Vinny Del Negro en su primera temporada en la NBA.
En noviembre de 2012 se hace cargo de forma interina del puesto de entrenador de Los Angeles Lakers, tras la destitución de Mike Brown.

## Estadísticas
| Equipo      | Temp.   | P   | V   | D   | %V-D | Finalizó          | PP | VP | DP | %V-DP | Resultado                   |
| ----------- | ------- | --- | --- | --- | ---- | ----------------- | -- | -- | -- | ----- | --------------------------- |
| Seattle     | 1985-86 | 82  | 31  | 51  | .378 | 5º en Pacífico    | —  | —  | —  | —     | No Playoffs                 |
| Seattle     | 1986-87 | 82  | 39  | 43  | .476 | 4º en Pacífico    | 14 | 7  | 7  | .500  | Pierde en Finales de Conf.  |
| Seattle     | 1987-88 | 82  | 44  | 38  | .537 | 3º en Pacífico    | 5  | 2  | 3  | .400  | Pierde en 1ª ronda          |
| Seattle     | 1988-89 | 82  | 47  | 35  | .573 | 3º en Pacífico    | 8  | 3  | 5  | .375  | Pierde en Semifinales Conf. |
| Seattle     | 1989-90 | 82  | 41  | 41  | .500 | 4º en Pacífico    | —  | —  | —  | —     | No Playoffs                 |
| Denver      | 1994-95 | 32  | 20  | 12  | .625 | 4º en Medio Oeste | 3  | 0  | 3  | .000  | Pierde en 1ª ronda          |
| Denver      | 1995-96 | 82  | 35  | 47  | .427 | 4º en Medio Oeste | —  | —  | —  | —     | No Playoffs                 |
| Denver      | 1996-97 | 13  | 4   | 9   | .308 | (despedido)       | —  | —  | —  | —     | No Playoffs                 |
| Washington  | 1996-97 | 35  | 22  | 13  | .628 | 4º in Atlántico   | 3  | 0  | 3  | .000  | Pierde en 1ª ronda          |
| Washington  | 1997-98 | 82  | 42  | 40  | .512 | 4º in Atlántico   | —  | —  | —  | —     | No Playoffs                 |
| Washington  | 1998-99 | 50  | 18  | 32  | .360 | 6º in Atlántico   | —  | —  | —  | —     | No Playoffs                 |
| Charlotte   | 2004-05 | 82  | 18  | 64  | .220 | 4º in Sudeste     | —  | —  | —  | —     | No Playoffs                 |
| Charlotte   | 2005-06 | 82  | 26  | 56  | .317 | 4º in Sudeste     | —  | —  | —  | —     | No Playoffs                 |
| Charlotte   | 2006-07 | 82  | 33  | 49  | .402 | 4º in Sudeste     | —  | —  | —  | —     | No Playoffs                 |
| L.A. Lakers | 2012-13 | 5   | 4   | 1   | .800 | (interino)        | —  | —  | —  | —     | —                           |
| Total       |         | 937 | 419 | 518 | .447 |                   | 33 | 12 | 21 | .364  |                             |